# Джин Грей (серия фильмов «Люди Икс»)
Доктор Джин Элейн Грей (англ. Dr. Jean Elaine Grey) — героиня серии фильмов о Людях Икс от компании 20th Century Fox, основанная на одноимённом персонаже Marvel Comics, созданном сценаристом Стэном Ли и художником Джеком Кирби. Джин Грей дебютировала в фильме «Люди Икс» (2000) в исполнении нидерландской актрисы Фамке Янссен, в то время как британская актриса Софи Тёрнер играла её молодую версию, начиная с картины «Люди Икс: Апокалипсис» (2016).
Джин Грей — мутант-телепат и одна из первых учеников профессора Чарльза Ксавьера, а также участница супергеройской команды Люди Икс. Джин родилась с невероятными разрушительными способностями, что сделало её одним из самых могущественных мутантов. Опасаясь, что Джин не сможет контролировать свои экстрасенсорные силы, Ксавьер разместил психические блоки в её подсознании и подавил альтер эго, известное как Феникс (англ. Phoenix).
Критики высоко оценили как версию Янссен, так и Тёрнер; обе актрисы были удостоены различных наград и номинаций.

## Создание образа

### Первое появление персонажа
Джин Грей дебютировала в комиксе The X-Men #1 (сентябрь 1963 года) под псевдонимом Чудо-девушка и была создана сценаристом Стэном Ли и художником / со-автором сюжета Джеком Кирби. Долгое время Джин была единственной девушкой в команде мутантов. Изначально её способности ограничивались телекинезом, но, впоследствии, Джин овладела телепатии; в дальнейшем в комиксах было установлено, что долгие годы эта способность была подавлена.
В конце 1970-х годов Джин превратилась из самого слабого члена Людей Икс в самого могущественного; она постепенно эволюционировала в комиксах за авторством Криса Клэрмонта, Дэйва Кокрума и Джона Бирна.
Клэрмонт устроился на работу в Marvel Comics в 1969 году; в издательстве он ознакомился с комиксом X-Men #56, проиллюстрированном Нилом Адамсом, после прочтения которого влюбился в Джин Грей. Клэрмонт стал постоянным сценаристом серии начиная с выпуска 94, последовавшим за Giant-Size X-Men #1, где была сформирована новая команда мутантов, однако автор комикса Лен Уэйн исключил Джин из Людей Икс. Клэрмонт вознамерился вернуть героиню в сюжет как можно скорее, что и произошло в выпуске 97. Кроме того, сценарист сделал Джин сильнее, чем прежде.
В арке, охватившей выпуски The Uncanny X-Men #101–108 (1976–1977), Джин Грей умерла как Чудо-девушка, а затем возродилась как Феникс; впоследствии фанаты назвали эту арку The Phoenix Saga. В сюжетной линии The Uncanny X-Men #129–138 (1980), известной как The Dark Phoenix Saga, Джин обратилась во зло и превратилась в Тёмного Феникса, после чего умерла. The Dark Phoenix Saga является одним из самых известных и популярных комиксов о супергероях, в частности из-за эпизода, где Джин жертвует собой.

### Кастинг и исполнение
В 1998 году ходили слухи, что Джулианна Мур вела переговоры с 20th Century Fox о появлении в фильме «Люди Икс» (2000), предположительно в роли Джин Грей. Предложение поступило Хелен Хант и Шарлиз Терон, но обе актрисы отказались. Кроме того, прослушивание на роль Джин проходили: Пита Уилсон, Эшли Джадд, Алисия Уитт, Сэльма Блэр, Робин Райт-Пенн, Минни Драйвер и Мария Белло; Люси Лоулесс получила приглашение на пробы, однако не смогла принять участие из-за беременности и занятости на съёмках сериала «Зена — королева воинов» (1995). В начале августа 1999 года журнал Daily Variety сообщил, что роль Джин Грей получила нидерландская модель Фамке Янссен.
На роль молодой Джин из фильма «Люди Икс: Апокалипсис» (2016) претендовали: Хейли Стайнфелд, Эль Фэннинг, Хлоя Грейс Морец, Сирша Ронан и Грейс Фултон. Выбор студии пал на Софи Тёрнер, которая затем обратилась за советом к Фамке Янссен; тем не менее, Янссен пришла к выводу, что ей нечему научить Тёрнер и пожелала ей удачи. В рамках подготовки к роли Тёрнер изучала последствия шизофрения и диссоциативное расстройство личности.

### Характеристика
На кастинге к первому фильму героиня описывалась как: «красивая и интеллигентная учёная. Состоит в рядах Людей Икс. Владеет телепатией и телекинезом. Помолвлена с Циклопом, нравится Росомахе. Ей далеко за 20». Создатели картины отдали Джин роль научного гения в команде, несмотря на то, что в комиксах она таковым не являлась, из-за отсутствия в сюжете Хэнка Маккоя / Зверя. Режиссёр Брайан Сингер хотел, чтобы более возрастная Джин контрастировала с молодой Шельмой.
Кинберг, который отказался от постановки фильма «Люди Икс: Последняя битва» (2006), был разочарован, что сюжетная линия The Dark Phoenix Saga отошла на второй план в заключительной части трилогии, та как считал её «величайшей историей о Людях Икс»; данное решение он сравнил с исключением Книги Бытия из Библии. По задумке изначального постановщика картины Мэтью Вона, (которого заменил Бретт Рэтнер), Росомаха должен был лишить Джин сил при помощи мутанта Пиявки; Сценарист Зак Пенн напротив считал, что Джин должна заплатить за свои преступления, в то время как потеря сил не исправит её искалеченное душевное состояние.
Изначально студия 20th Century Fox планировала разделить фильм «Люди Икс: Тёмный Феникс» (2019) на две части — «Феникс» и «Тёмный Феникс». Тем не менее, продюсеры остались недовольны кассовыми сборами предшествующей картины «Люди Икс: Апокалипсис» (2016) и отменили продолжение, а также вынудили режиссёра Саймона Кинберга уместить историю в один фильм. В оригинальной концовке «Тёмного феникса» Джин погибала, однако тестовая аудитория раскритиковала этот финал и создатели изменили его на более позитивный.

### Визуальные эффекты
Джон Бруно совместно с Moving Picture Company (MPC) разработал образ Джин Грей под влиянием Феникса в «Последней битве». MPC создавала эффект движения волос героини с помощью системы частиц в момент перевоплощения в Феникса. Команда изучила сотни процедур по уходу за кожей и глазами и использовала 3D-модель лица Фамке Янссен при создании цифрового макияж Джин. Николас Айтади отметил:
По задумке, когда доминирует Тёмный Феникс, кожа Джин темнеет, на её лице появляются вены, а глаза чернеют. Мы перепробовали сотни вариантов с различной степенью затемнения и количества выступающих вен. В конечном итоге мы решили действовать по принципу «меньше значит лучше» и сделали эффект более утончённым, но всё же достаточным весомым, чтобы придать Джин устрашающий вид.

## Биография

### Оригинальный таймлайн
В отличие от своих родителей Джона и Элейн Грей Джин родилась мутантом со способностями, считающимися невероятными даже по меркам представителей её вида. В юном возрасте дом Греев посетили профессор Чарльз Ксавьер и Эрик Леншерр, которые хотели научить Джин контролировать её силы. Опасаясь, что Джин не сможет совладать со своими способностями, Ксавьер разместил психические блоки в её подсознании. Годы спустя в голове Джин образовалась новая личность, известная как Феникс, которая олицетворяла могущество и тёмную сторону девушки. Несмотря на ментальные ограничения, Джин всё же удалось развить телепатические, эмпатические и телекинетические силы. В какой-то момент Джин поступила в «Школу для одарённых подростков» Ксавьера и стала одной из его первых учеников, наряду со Скоттом Саммерсом и Ороро Монро, известными как Циклоп и Шторм. Впоследствии между Джин и Скоттом сформировались отношения.
В 2000 году Циклоп и Шторм по приказу профессора доставили в Школу мутантов Шельму и Росомаху. Незадолго до этого последний пострадал в бою с другим мутантом по прозвищу Саблезубый и потерял сознание, поэтому Джин стала выхаживать его. Придя в себя, Росомаха едва не убил её, однако, присоединившись к команде профессора, чтобы защитить Шельму от Магнето, постепенно начал влюбляться в Джин, не принимая во внимание её отношения с Циклопом. Когда в Школу проникла сообщница Магнето Мистик и повредила Церебро, Джин починила устройство, и, с его помощью, обнаружила местоположение Магнето. Вместе с Циклопом, Шторм и Росомахой она остановила Магнето и его Братство мутантов и спасла Шельму.
Когда на президента США нападает таинственный мутант, обладающий телепортацией, Ксавьер обнаруживает его местоположение и отправляет Джин и Шторм завербовать его. Мутантом оказывается Курт Вагнер, который объясняет, что он находился под контролем Уильяма Страйкера, человека, намеревающегося натравить правительство США на мутантов. Вместе со Шторм и Вагнером Джин вскоре воссоединяется с Росомахой, Шельмой и Бобби Дрейком, от которых узнаёт, что Страйкер напал на Школу, а до этого похитил профессора и Скотта. Прибыв на военную базу Страйкера Джин приводит в чувство находящегося под вражеским контролем Циклопа, а затем, после спасения Ксавьера, отступает к самолёту. Понимая, что взорванная плотина не позволит транспорту взлететь, Джин жертвует собой, чтобы сдержать потоп и, казалось бы, погибает.
В дальнейшем выясняется, что Джин выжила благодаря высвободевшейся силе Феникса. Её находит Скотт, с которым Джин разделяет поцелуй, однако, не в силах подавить личность Феникса, убивает его. Росомаха и Шторм доставляют её в Школу Ксавьера, где Джин приходит в себя и окончательно поддаётся влиянию своего альтер эго. Она уходит в дом своих родителей, где её вскоре обнаруживают Люди Икс Ксавьера и Братство Магнето. В гневе Джин убивает профессора, однако смерть наставника подавляет её. Магнето использует её опустошение, чтобы склонить на свою сторону и натравить на правительство США, разработавшее лекарство от мутации. Вместе с силами Магнето Джин направляется в Алькатрас, где вновь теряет контроль и убивает большое количество людей и мутантов. Понимая, что у него нет другого выхода, Росомаха наносит Джин смертельное ранение и она умирает у него на руках. Её хоронят рядом со Школой, вместе со Скоттом и Ксавьером.
Гложемый чувством вины за убийство возлюбленной, Росомаха начинает видеть Джин во снах и галлюцинациях. В последний раз это происходит, когда Логан оказывается на грани смерти. Джин просит его остаться вместе с ней, однако Росомаха решает двигаться дальше и наконец примиряется с утратой, и Джин навсегда покидает его.

### Обновлённый таймлайн
В результате событий фильма «Люди Икс: Дни минувшего будущего» (2014) образуется новая линия времени, которая отражается на жизни Джин. В 1975 году юная Джин становится невольной виновницей автокатастрофы, в результате которой погибает её мать. Не в силах простить её за смерть жены, отец девочки отрекается от неё и отдаёт на попечении Чарльзу Ксавьеру. Профессор блокирует воспоминание Джин об инциденте и приводит её в «Школу для одарённых подростков».
Повзрослевшая Джин знакомится с новичком Скоттом Саммерсом и отправляется на прогулку вместе с ним, Джубили и Ночным Змеем. По возвращении они обнаруживают взорвавшуюся школу, после чего их и других мутантов захватывают люди Уильяма Страйкера. Вместе с Циклопом и Ночным Змеем они освобождают заточённого Росомаху, а затем воссоединяются с Мистик, Зверем и Ртутью. Объединив усилия, они отправляются на спасение Ксавьера, в тело которого намеревается вселиться древний мутант Эн Сабах Нур. Даже несмотря на помощь Магнето их сил оказывается недостаточно, однако, Джин использует силу Феникса и одерживает победу. После восстановления школы Джин становится одной из Людей Икс Ксавьера под руководством полевого командира Мистик.
В 1992 году президент США обращается за помощью к Людям Икс: он просит их спасти астронавтов, потерпевших крушение в открытом космосе «вспышки на Солнце». Ночном Змею и Ртути удаётся спасти экипаж, однако они не успевают спасти капитана. Джин решает сдерживать шаттл от разрушения изнутри, пока Ночной Змей спасает капитана, однако девушка не успевает уйти и энергия «вспышки» попадает в её тело. Джин выживает и начинает ощущать прилив сил. Она возвращается в родительский дом, где встречает отца и вскоре восстанавливает заблокированное Ксавьером воспоминание, осознавая, что отец отказался от неё. Вскоре прибывают Люди Икс во главе с Ксавьером и пытаются вразумить её. В гневе Джин по ошибке убивает Мистик и сбегает на Дженошу, в поисках поддержки Магнето. Тот прогоняет её, когда на остров нападают люди, а затем узнаёт о её причастности к гибели Мистик и решает убить. Сама Джин попадает под влияние лидера инопланетной расы Д’Бари по имени Вук, которая пытается воспользоваться её силой. В конечном итоге, благодаря помощи собратьев мутантов Джин распознаёт манипуляции Вук и убивает её, а сама отправляется в космос. Ксавьер переименовывает учебное заведение в честь Джин. К 2023 году Джин возвращается на Землю, где сталкивается с пришедшим себя Росомахой у кабинета профессора.

## Другие появления
Иллюзия Джин Грей ненадолго появляется в игре X-Men: The Official Game (2006); героиню озвучила Кэтрин Морган.

## Восприятие и влияние
The Hollywood Reporter поместил версию Янссен на 31-е место среди «величайших киновоплощений в супергеройских фильмах в истории». Джо Гарза из /Film назвал Джин Грей из серии фильмов «самым могущественным персонажем Людей Икс». Александра Морока из Comic Book Resources присудила Джин Грей 1-е место в списке «10 самых сильных Людей Икс в фильмах Fox». The A.V. Club поместил версию Янссен на 60-е место в списке «100 лучших персонажей Marvel».
Многие критики высоко оценили игру Янссен во франшизе. Скут Аллан из Comic Book Resources поместил воплощение Янссен на 4-е место в списке «10 лучших ролей в фильмах о Людях Икс», с комментарием: «Янссен воплотила любовь героини к Скотту Саммерсу и чувства к Росомахе на большом экране. Также она прекрасно передала борьбу Джин с её силами, что в конечном итоге привело к потере контроля над ними в фильме «Люди Икс: Последняя битва». Джин Грей в исполнении Янссен и последние моменты её жизни произвели впечатление на фанатов». Кристиан Боун из Starburst дал Янссен 8-е место в списке «10 величайших ролей в фильмах о Людях Икс», отметив: «несмотря на то, что в то время Фамке Янссен закрепилась в умах киноманов в роли Ксении Онатопп из картины «Золотой глаз» (1995), актриса оказалась лучшим выбором на роль Джин Грей в оригинальной трилогии о Людях Икс. Её Джин — нежная, заботливая женщина, внутри которой, в то же время, содержится неконтролируемая апокалиптическая сила». К. Джей Стюарт из WhatCulture поместил версию Янссен на 25-е место в списке «50 величайших киновоплощений в фильмах Marvel», отметив: «Янссен приходилось играть как добрую Джин Грей, так и злого Феникса, и каждый из образов был ей к лицу. Она воплотила мудрую и нравственную Джин и озлобленную сущность Феникса». The AV Club резюмировал: «Янссен — эмоциональный якорь ранних фильмов о Людях Икс».
Хью Армитидж и Саймон Рейнольдс из Digital Spy назвали Джин Грей в исполнении Софи Тёрнер в «Апокалипсисе» «весьма располагающей». Робин Рейнольдс из MovieWeb поместил роль Джин Грей в фильмах «Люди Икс: Апокалипсис» и «Люди Икс: Тёмный Феникс» на 2-е место в списке «5 лучших ролей Софи Тёрнер», обосновав свою позицию следующим образом: «Тёрнер удалось хорошо передать трансформацию Джин на протяжении всего фильма. Её игра первоклассна, а сама актриса делает персонажа глубоким и понятным для каждого зрителя».

### Награды и номинации
| Год  | Награда                          | Категория                                          | Номинация                   | Актриса | Результат | Примечания |
| ---- | -------------------------------- | -------------------------------------------------- | --------------------------- | --- | --------- | ---------- |
| 2000 | Blockbuster Entertainment Awards | Любимая актриса второго плана — научная фантастика | «Люди Икс»                  | Фамке Янссен | Номинация | [ 38 ]     |
| 2006 | Teen Choice Awards               | Лучший поцелуй (с Хью Джекманом)                   | «Люди Икс: Последняя битва» | Фамке Янссен | Номинация | [ 39 ]     |
| 2007 | Сатурн                           | Лучшей киноактриса второго плана                   | «Люди Икс: Последняя битва» | Фамке Янссен | Победа    | [ 40 ]     |
| 2017 | Kids’ Choice Awards              | Лучший актёрский состав                            | «Люди Икс: Апокалипсис»     | Джеймс Макэвой, Майкл Фассбендер, Дженнифер Лоуренс, Николас Холт, Эван Питерс, Тай Шеридан, Бен Харди, Коди Смит-Макфи, Софи Тёрнер, Александра Шипп и Оливия Манн | Номинация | [ 41 ]     |
| 2019 | Teen Choice Awards               | Выбор научно-фантастической/фэнтези киноактрисы    | «Люди Икс: Тёмный Феникс»   | Софи Тёрнер | Номинация | [ 42 ]     |

### Товары
В 2000 году компания Toy Biz выпустила фигурку Джин Грей по фильму 2000 года; Comic Book Resources раскритиковал фигурку как «статичную, нелицеприятную и странную подделку Фамке Янссен». В 2007 году Hasbro выпустила фигурку Джин Грей / Феникса из «Последней битвы» в рамках линейки Marvel Legends.

## Комментарии
1. 1 2 3 4  Эта версия персонажа появляется в оригинальной линии времени серии фильмов «Люди Икс».
2. 1 2 3 4 5 6  Эта версия персонажа появляется в переработанной линии времени серии фильмов «Люди Икс» после фильма «Люди Икс: Дни минувшего будущего» (2014).